# Lyncestis unilinea
Lyncestis unilinea är en fjärilsart som beskrevs av Swinhoe 1885. Lyncestis unilinea ingår i släktet Lyncestis och familjen nattflyn. Inga underarter finns listade i Catalogue of Life.